# Campeonato de España de Atletismo 1931
Las pruebas del XIV Campeonato de España de Atletismo masculino se disputaron los días 25 (sábado) y 26 (domingo) de julio de 1931, en las instalaciones deportivas del Estadio de Montjuich, en Barcelona, España.
En este año se celebra por primera vez en la historia del atletismo español un campeonato femenino, aunque en fechas y sede diferentes; en efecto, las pruebas del I Campeonato de España de Atletismo femenino se disputaron los días 24 (sábado) y 25 (domingo) de octubre de 1931, en las instalaciones deportivas del campo de la Sociedad Atlética, en Madrid, España.

## Clasificación final por federaciones

### Masculino (julio)
| Posición | Federación | Puntuación |
| -------- | ---------- | ---------- |
| 1        | Cataluña   | 240        |
| 2        | Castilla   | 69         |
| 3        | Valencia   | 48         |
| 4        | Guipúzcoa  | 45         |
| 5        | Galicia    | 43         |
| 6        | Montaña    | 6          |

### Femenino (octubre)
| Posición | Federación | Puntuación |
| -------- | ---------- | ---------- |
| 1        | Cataluña   | 47         |
| 2        | Castilla   | 40         |

## Clasificación final por equipos

### Masculino
| Posición | Federación                  | Puntuación |
| -------- | --------------------------- | ---------- |
| 1        | F.C.Badalona                | 73         |
| 2        | F. C. Barcelona             | 40         |
| 3        | Sociedad Atlética Madrileña | 38         |
| 4        | Huracán de Valencia         | 30         |
| 5        | Donostia                    | 27         |
| 6        | Soc.Gimnástica Pontevedra   | 26         |
| 7        | C.Gimnastic Tarragona       | 24         |
| 8        | Ferroviaria de Madrid       | 23         |
| 9        | G.E.Esportiu Girona         | 15         |
| 10       | C.E.Tarrasa                 | 14         |

## Resultados

### Masculino
| Evento                        | Oro                                    | Plata                                 | Bronce                               |
| ----------------------------- | -------------------------------------- | ------------------------------------- | ------------------------------------ |
| 100 metros lisos              | Luis Sereix Cataluña 11.4              | Juan Oliver Cataluña ¿?               | Pablo Picazo Castilla ¿?             |
| 200 metros lisos              | Luis Sereix Cataluña 22.8 (=REsp)      | Crescencio Cuñado Guipúzcoa ¿?        | Tomás Colomer Cataluña ¿?            |
| 400 metros lisos              | Tomás Colomer Cataluña 51.2            | Jesús Muntaner Cataluña ¿?            | Juan Oliver Cataluña ¿?              |
| 800 metros lisos              | Manuel Vives Cataluña 2:01.4           | José Ruiz Guipúzcoa 2:01.6e           | Francisco Montfort Cataluña ¿?       |
| 1500 metros lisos             | José Ruiz Guipúzcoa 4:13.0             | José Reliegos Castilla ¿?             | Manuel Vives Cataluña 4:16.4         |
| 5000 metros lisos             | Miguel Moreno Cataluña 16:12.0         | Gil Cataluña 16:23.0                  | M. Palau ¿? ¿?                       |
| 10000 metros lisos            | Miguel Moreno Cataluña 34:06.6         | Vicente Fuentes Valencia 34:12.2      | Felipe Corpas ¿? ¿?                  |
| 110 metros vallas             | Miguel Consegal Cataluña 16.8          | Joaquín Roca Cataluña ¿?              | José Tugas Cataluña ¿?               |
| 400 metros vallas             | Joaquín Roca Cataluña 58.6             | Manuel Mateu ¿? 58.8                  | Andrés Iguarán Guipúzcoa ¿?          |
| 3.000 metros obstáculos       | José Reliegos Castilla 10:03.8 (REsp)  | Antonio Smandia Cataluña 10:09.2      | Ángel Mur Cataluña ¿?                |
| Salto de altura               | José Lacomba Valencia 1.75             | José M. Olivella Cataluña 1.70        | Félix Candela Castilla 1.65          |
| Salto con pértiga             | Miguel Consegal Cataluña 3.30          | Félix Candela Castilla 3.20           | Miguel González Abad Cataluña 3.15   |
| Salto de longitud             | Luis Altafulla Cataluña 6.66           | José Lacomba Valencia 6.39            | Ignacio Sánchez Arana Guipúzcoa 6.29 |
| Triple salto                  | José Lacomba Valencia 13.87            | Miguel Consegal Cataluña 13.59        | José M. Olivella Cataluña 13.06      |
| Lanzamiento de peso           | Joaquín González Galicia 11.995        | José Tugas Cataluña 11.23             | Juan Badía Cataluña 11.12            |
| Lanzamiento de disco          | Joaquín González Galicia 34.615        | Fernando García Doctor Castilla 34.43 | Manuel Climent Castilla 33.56        |
| Lanzamiento de martillo       | Fernando García Doctor Castilla 40.56  | Felipe Tugas Cataluña 38.80           | Ricardo Martínez Cataluña 36.52      |
| Lanzamiento de jabalina       | José Bru Cataluña 48.48                | Luis Agostí Castilla 48.27            | Joaquín González Galicia 45.54       |
| Lanzamiento de barra          | L.Pou Cataluña 19.18                   | J.Capó Cataluña 17.56                 | Sánchez Cataluña 14.98               |
| 10.000 metros marcha en pista | Gerardo García Cataluña 47:58.4 (REsp) | Antonio Aris Cataluña 54:24.0         | F.Ángeles Cataluña 57:15             |
| Relevos 4 x 100 metros lisos  | Guipúzcoa 45.2                         | Cataluña ¿?                           | Castilla ¿?                          |
| Relevos 4 x 400 metros lisos  | Cataluña 3:33.6                        | Guipúzcoa ¿?                          | Galicia ¿?                           |

### Femenino
| Evento                  | Oro                                         | Plata                             | Bronce                           |
| ----------------------- | ------------------------------------------- | --------------------------------- | -------------------------------- |
| 80 metros lisos         | Rosa Castelltort Cataluña 11.1 (REsp)       | Dolores Castelltort Cataluña ¿?   | Aurora Villa Castilla ¿?         |
| 150 metros lisos        | Rosa Castelltort Cataluña 22.0              | Aurora Villa Castilla 23.8        | Aurora Eguiluz Castilla 26.2     |
| 600 metros lisos        | María Luisa Oliveras Cataluña 2:14.2 (REsp) | Única participante                | Única participante               |
| 80 metros vallas        | Dolores Castelltort Cataluña 14.8 (REsp)    | Aurora Villa Castilla ¿?          | Aurora Eguiluz Castilla ¿?       |
| Salto de altura         | Aurora Villa Castilla 1.23                  | Dolores Castelltort Cataluña 1.17 | Dolores Solá Cataluña 1.17       |
| Salto de longitud       | Dolores Castelltort Cataluña 4.45           | Rosa Castelltort Cataluña 4.39    | Aurora Villa Castilla 4.27       |
| Lanzamiento de peso     | Ana Tugas Cataluña 8.37                     | Margot Moles Castilla 8.02        | Aurora Villa Castilla 6.95       |
| Lanzamiento de disco    | Margot Moles Castilla 27.92                 | Aurora Villa Castilla 24.91       | Montserrat Guasch Cataluña 24.18 |
| Lanzamiento de jabalina | Aurora Villa Castilla 22.07                 | Margot Moles Castilla 21.68       | Montserrat Guasch Cataluña 19.50 |
| Relevos 4x75 metros     | Cataluña 43.4                               | Cataluña 48.0                     | Participaron dos equipos.        |